# Firmin Perlin
Pour les articles homonymes, voir Perlin (homonymie).
Firmin Perlin est un dessinateur et architecte français né à Versailles en 1747 et mort à Paris le 24 juillet 1783. Élève de Contant d'Ivry, il a notamment construit le château de Villiers-les-Maillets (1775) à Saint-Barthélemy (Seine-et-Marne) pour Daguin de Villette et l'hôtel de Mercy-Argenteau (1778), sur le boulevard Montmartre à Paris, pour Jean-Joseph de Laborde.

## Biographie
Firmin Perlin était le fils d'un cocher du roi. En 1761, il étudiait à l'École des arts d'Amiens où il se distingua en mathématiques et fut ensuite l'élève de Pierre Contant d'Ivry. En 1772, il fit le voyage de Rome.
Selon Michel Gallet : « Il fut, de pair avec De Wailly, l'un des architectes qui connurent le mieux la perspective. Il est le seul qui manie avec rigueur la construction bifocale, utilisant deux points de fuite sur l'horizon, bien que la théorie en ait été formulée par Sirigati dès la fin du XVIe siècle. »
Dans sa lettre de candidature à l'Académie royale d'architecture (1780), Perlin affirme qu'il dessina en perspective « une partie des projets importants dont M. Contant a été chargé ».
Comme architecte, les principales réalisations conservées de Firmin Perlin sont le château de Villiers-les-Maillets (1775) à Saint-Barthélemy (Seine-et-Marne) et l'hôtel de Mercy-Argenteau (1778), sur le boulevard Montmartre à Paris.
Il mourut de la tuberculose en 1783, à l'âge de trente-six ans. Les scellés furent alors apposés sur son appartement de la rue Sainte-Anne. Sa bibliothèque comprenait 79 articles : des livres et dix recueils d'estampes.

## Projets d'architecture
- Château de Villiers-les-Maillets à Saint-Barthélemy (Seine-et-Marne)[5] : Construit pour Daguin de Villette qui possédait le fief depuis les années 1760. Le gros œuvre fut achevé en 1775. D'un néoclassicisme d'un style original, doté d'un seul étage et de combles, le corps de logis se caractérise par sa façade à fronton semi-circulaire donnant sur la cour d'honneur, avec en partie centrale un avant-corps en refends sur toute la hauteur. La tour médiévale circulaire qui se trouve à proximité est un vestige de l'ancien château féodal.
- Château de Neuville à Neuville-sur-Oise (Val-d'Oise) : Restauration[6] et nouveaux aménagements pour le comte de Mercy-Argenteau qui avait acheté le 6 décembre 1775 au marquis de Castellane[7] pour 390 000 livres[8] la baronnie de Conflans, la terre et le château de Neuville et tous les droits féodaux y attachés. C'est peut-être Perlin qui construisit dans le parc la fabrique de style Louis XVI dite « Pavillon d'amour »[9].
- Château de Gacé à Gacé (Orne) : Restauration pour M. de Matignon[6].
- Hôtel du baron de Breteuil (1777), rue de Provence et rue Chantereine, Paris (9e arrondissement)[10] (détruit) : Affecté en 1780 aux officiers de la maison d'Orléans, puis aux écuries de Napoléon Bonaparte.
- Hôtel de Mercy-Argenteau (1778), 16, boulevard Montmartre, Paris (9e arrondissement) : Construction financée par le banquier Jean-Joseph de Laborde et aussitôt cédée à l'ambassadeur d'Autriche, le comte de Mercy-Argenteau, qui a donné son nom à l'hôtel. Le projet de Perlin est conservé à la Bibliothèque historique de la ville de Paris. « On y voit dans l'escalier de beaux vases décoratifs et à l'étage un salon corinthien que nous avons visité alors qu'il servait de réfectoire aux employés d'une banque. Cet escalier est éclairé par un lanterneau vitré. »[2] L'hôtel est partiellement inscrit sur l'inventaire supplémentaire des monuments historiques[11].
- Hôtel de Montmorency-Luxembourg, 10, rue Saint-Marc, Paris (2e arrondissement) (détruit) : Pour Anne-Léon de Montmorency-Fosseux (1731-1799), duc de Montmorency, construction d'une nouvelle façade sur cour[12], ornée d'un ordre ionique colossal, selon L.-V. Thiéry[13].
- Pavillon Colombe (vers 1778), Saint-Brice-sous-Forêt (Val-d'Oise)[2] : Construit pour le receveur général des finances Jean-André Vassal de Saint-Hubert pour y loger sa maîtresse  Marie-Catherine Riggieri (1751-1830), actrice de la Comédie-Italienne dite « Mademoiselle Colombe ». Ce pavillon est aussi donné à François-Joseph Bélanger. En tout état de cause, Vassal de Saint-Hubert y a également fait travailler Trou dit Henry, et peut-être Guillaume Trepsat, de sorte qu'il est difficile de déterminer ce qui revient auquel de ces architectes.
- Pour Vassal de Saint-Hubert, Perlin exécuta avant 1780 des travaux décoratifs rue Saint-Honoré et rue Blanche et travailla aux jardins de La Fortelle, à Lumigny-Nesles-Ormeaux (Seine-et-Marne)[6].
- Jardins en Picardie pour M. de Pronleroy[6].
- Jardins à Changy près de Moulins[6].
- Jardins à Grancour près de Genève[6].

## Dessins

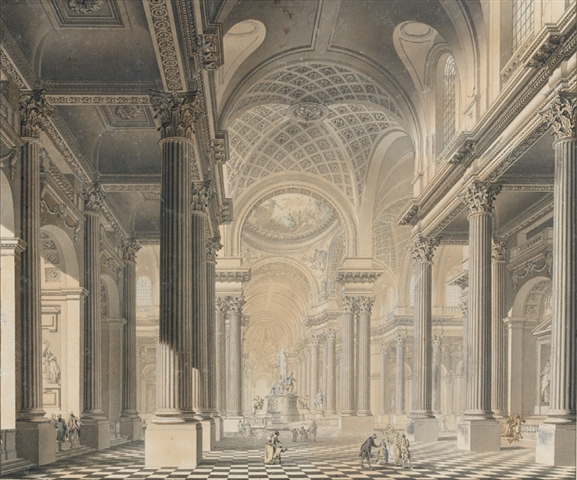
Vue animée du chœur de la Madeleine par Contant d'Ivry, 1762.

- Invocation à un héros, New York, Cooper Union Museum
- Fontaine, passée à la vente Joseph Bardac, 9 décembre 1927, catalogue p. 9
- Deux pendants (Grand jeu d'eau, Assemblée devant un château), passés en vente au Palais Galliera, Paris, 5 décembre 1961
- Vue intérieure de Saint-Pierre de Rome, montrée par Perlin à l'Académie en 1780
- Partie de bains, exposé en 1780 à l'hôtel de ville d'Amiens, gravé par Sellier avec dédicace au comte d'Angiviller
- Vue animée du chœur de la Madeleine par Contant d'Ivry, 1762, aquarelle, plume, lavis et rehauts de gouache, 49 x 58 cm, passé en vente chez Millon & Associés, 26 juin 2008
- Fontaine dans un palais, 1769, aquarelle, 45,7 x 62,2 cm
- Un sacrifice dans le temple de l'Amour, 1772, plume, lavis et rehauts de craie blanche, 45,7 x 36,7 cm, passé en vente chez Binoche Renaud-Giquello & Associés, 26 novembre 2008
- Vers 1786, le collectionneur François-Michel Harenc de Presle possédait des dessins de Perlin dans son cabinet, rue de Cléry.

## Galerie

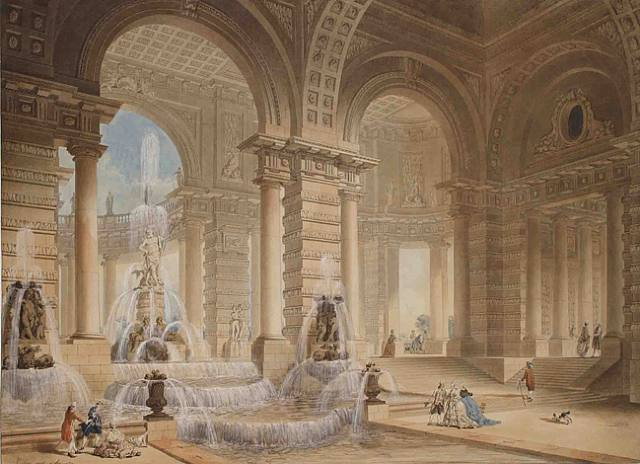
Fontaine dans un palais, 1769
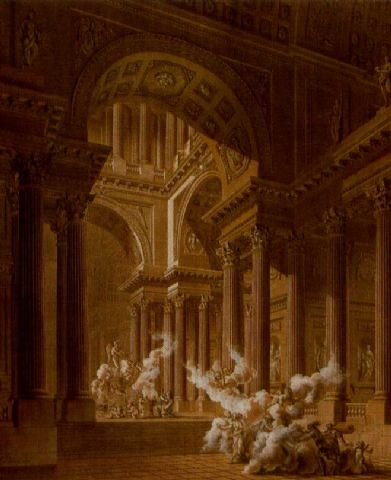
Un sacrifice dans le temple de l'Amour, 1772
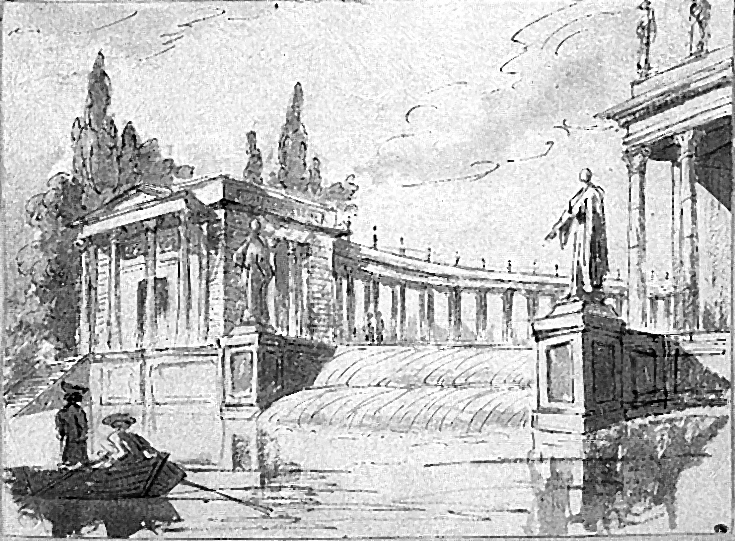
Deux personnages assis dans une barque devant une colonnade

### Sources
- Michel Gallet, Les Architectes parisiens du XVIIIe siècle : Dictionnaire biographique et critique, Paris, Éditions Mengès, 1995, 494 p. (ISBN 978-2-85620-370-5)
- « Commission du Vieux Paris - Séance du 27 novembre 2008 » (consulté le 9 janvier 2010), p. 6 (sur l'hôtel de Mercy-Argenteau)